# 艾爾 (內布拉斯加州)
艾爾（英語：Ayr）是位於美國內布拉斯加州亞當斯縣的村。

## 人口
根據2020年美國人口普查的數據，艾爾的面積為0.63平方千米，皆為陸地。當地共有人口83人，而人口密度為每平方千米132人。